# Synagoga na nowym cmentarzu żydowskim w Lublinie
Synagoga na nowym cmentarzu żydowskim w Lublinie – synagoga znajdująca się w Lublinie, w budynku Izby Pamięci, na terenie nowego cmentarza żydowskiego przy ulicy Walecznych.
Synagoga wraz z Izbą Pamięci została zbudowana pod koniec lat 80. XX wieku z inicjatywy fundacji Sary Bass i jej męża Manfreda Frenkela, według projektu Stanisława Machnika. Jest obecnie jedną z trzech czynnych synagog w Lublinie, w której modły odbywają się sporadycznie, głównie podczas przyjazdów grup żydowskich z Izraela, USA i innych krajów.
Wewnątrz, na wschodniej ścianie w półokrągłej wnęce znajduje się Aron ha-kodesz, po którego prawej stronie znajduje się pulpit kantora. Na środku stoi bima zwieńczona po bokach dwiema menorami.